# جوسانو
جیوسانو (به ایتالیایی: Giussano) یک کومونه در ایتالیا است که در استان مونتزا و بریانتزا واقع شده‌است.

## خصوصیات
جیوسانو ۱۰٫۳ کیلومترمربع مساحت و ۲۵٬۰۷۷ نفر جمعیت دارد و ۲۶۹ متر بالاتر از سطح دریا واقع شده‌است.